# Daphne pontica
Daphne pontica är en tibastväxtart som beskrevs av Carl von Linné. Daphne pontica ingår i släktet tibaster, och familjen tibastväxter. Inga underarter finns listade i Catalogue of Life.

## Bildgalleri

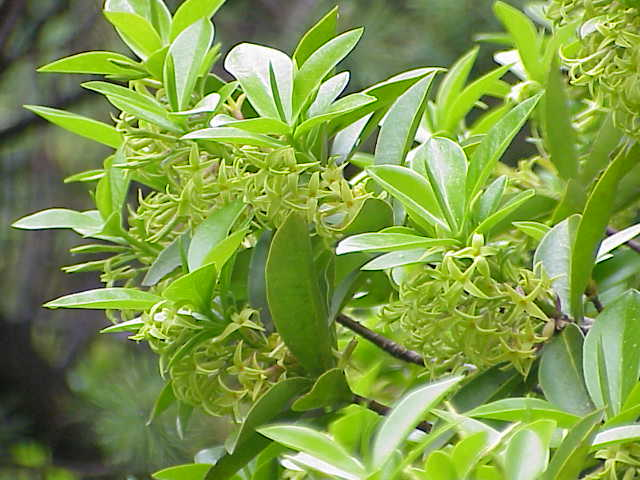
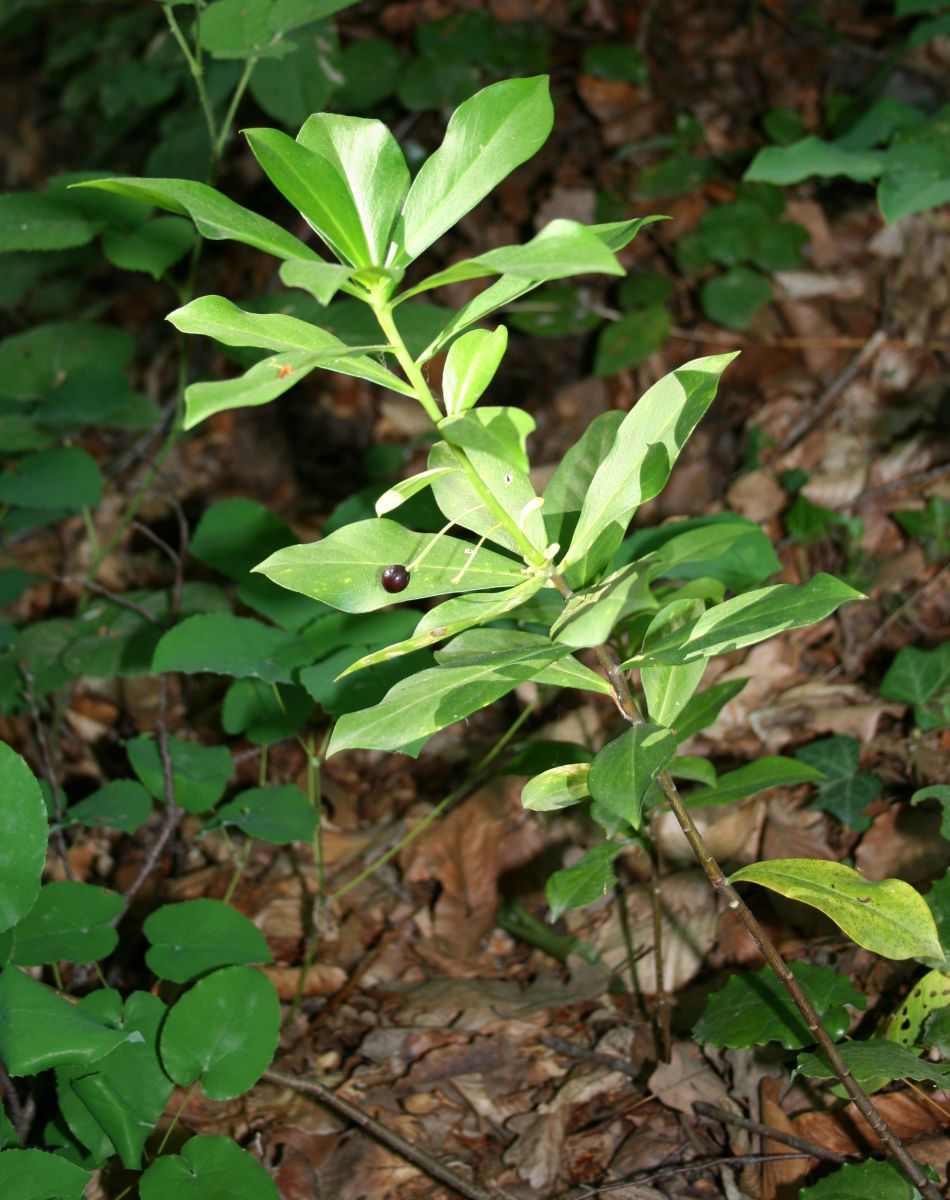
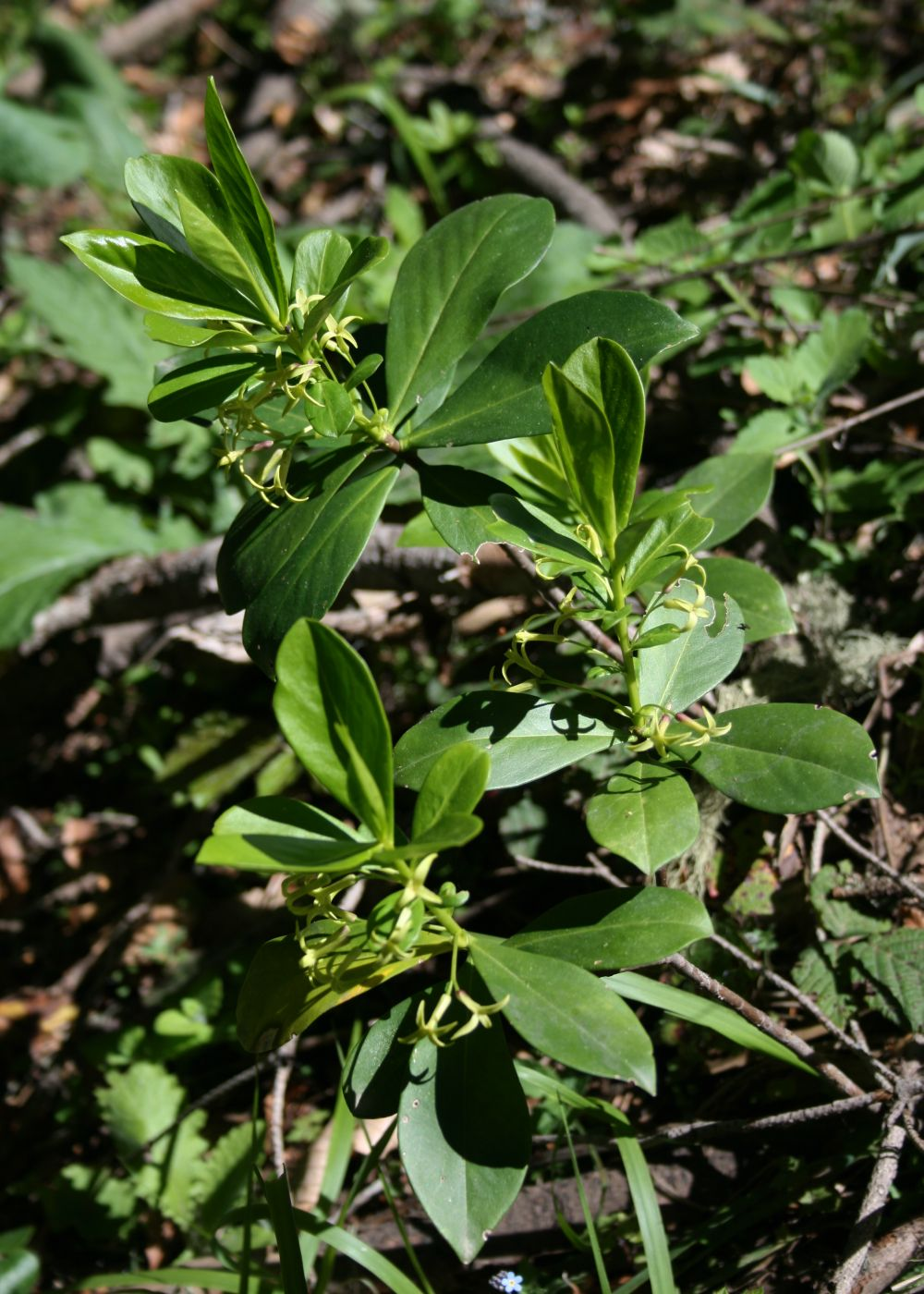
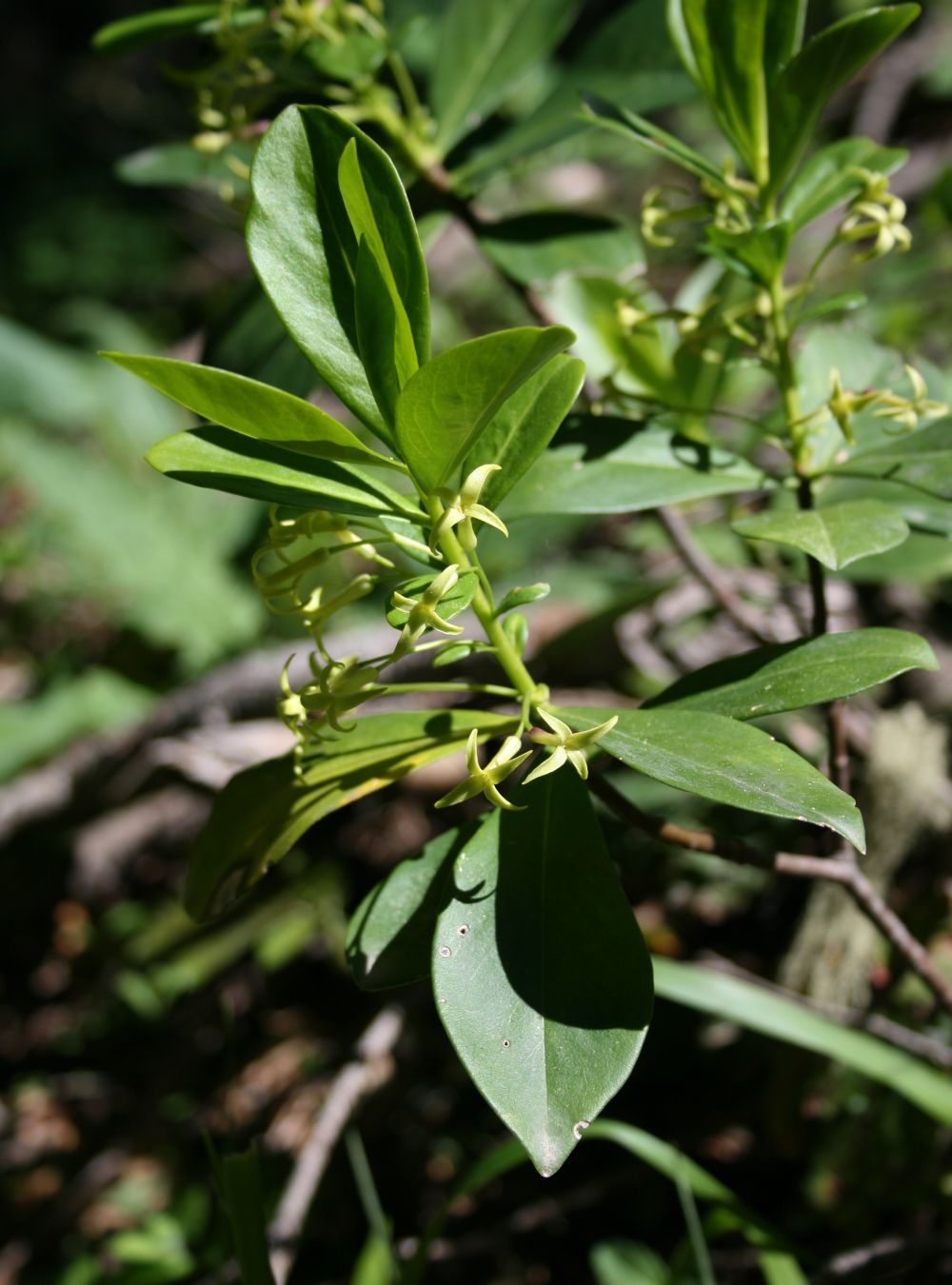
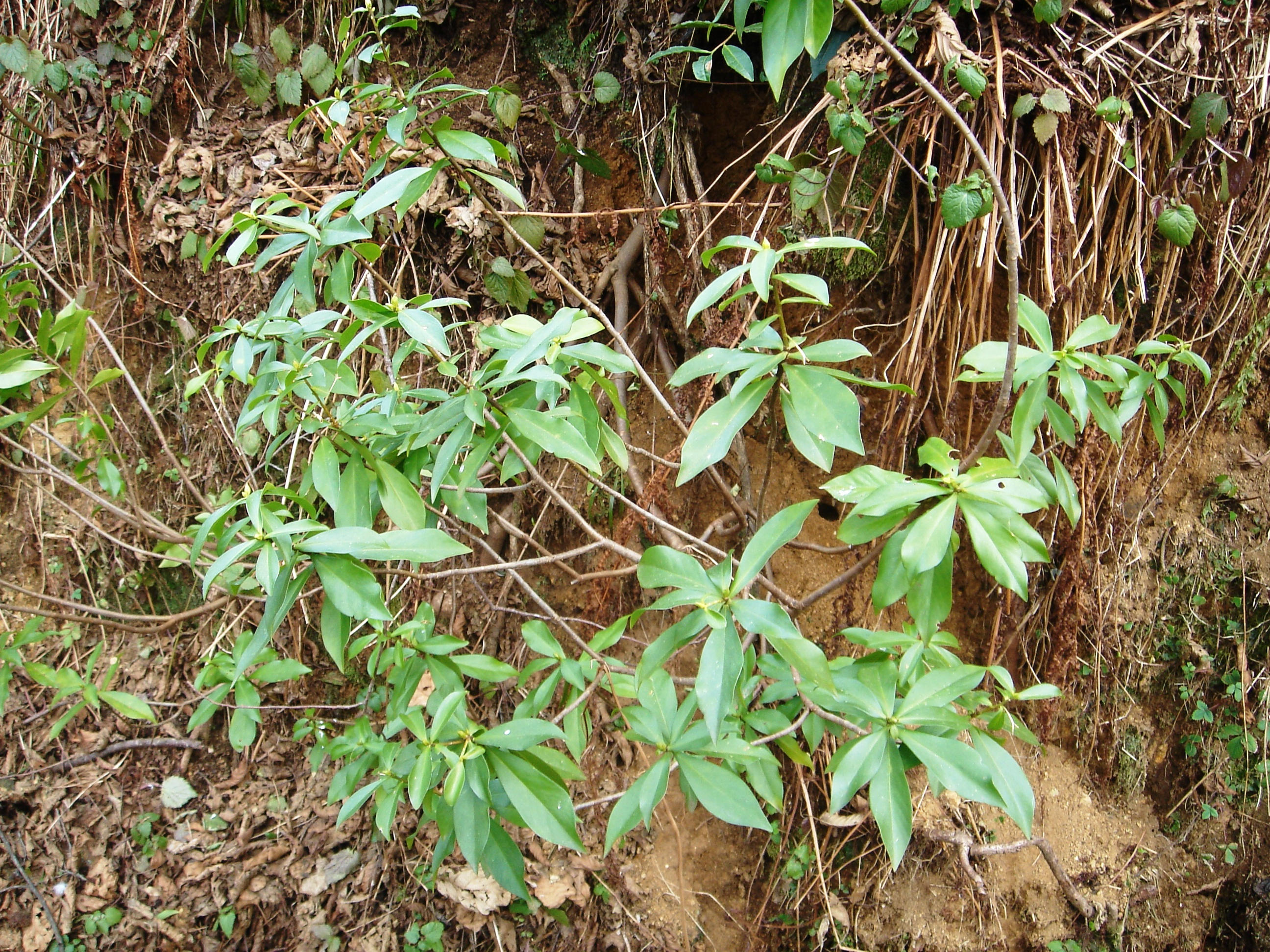
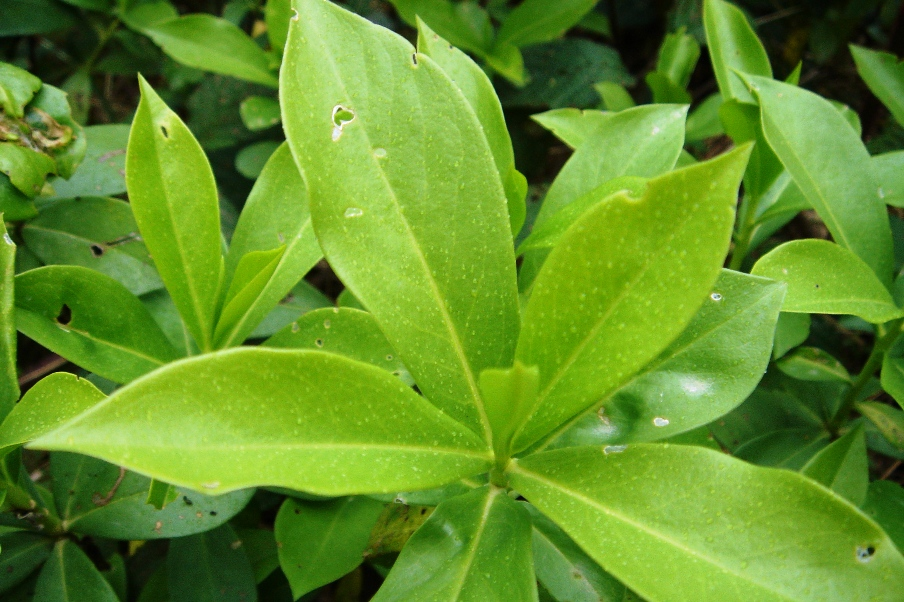